# Dani de Wit
Dani de Wit (* 28. Januar 1998 in Hoorn) ist ein niederländischer Fußballspieler.
Er entstammt der Fußballschule von Ajax Amsterdam und gewann mit der ersten Mannschaft im Jahr 2019 das Double. Er war zudem Nachwuchsnationalspieler der Niederlande. Seit Sommer 2025 spielt er beim FC Utrecht.

## Karriere

### Verein

#### Erste Karrierejahre in Amsterdam
Dani de Wit wurde in Hoorn in der Provinz Noord-Holland, etwa 40 Kilometer von Amsterdam entfernt, geboren und trat als Kind der v.v. K.G.B., einem kleinen Klub aus dem nahgelegenen Ort Bovenkarspel bei. Er spielte für diesen Verein bis zum Jahr 2006, bevor er schließlich in die berühmte Fußballschule von Ajax Amsterdam kam. De Wit durchlief nun sämtliche Jugendmannschaften des Rekordmeisters seines Herkunftslandes und kam am 3. Februar 2017 beim 4:1-Sieg im Zweitligaspiel gegen den RKC Waalwijk zu seinem ersten Spiel für Jong Ajax, der Zweitvertretung der Amsterdamer. Sein erstes Pflichtspiel für die erste Mannschaft war das torlose Unentschieden in der Eredivisie gegen ADO Den Haag am 25. Februar 2018. Im Jahr 2019 gewann Dani de Wit mit Ajax Amsterdam das Double aus niederländischer Meisterschaft und dem KNVB-Beker, zudem erreichte er mit den „Ajacieds“ das Halbfinale in der Champions League, nachdem man in der K.O.-Runde sowohl Real Madrid als auch Juventus Turin ausschalten konnte und den Finaleinzug nur aufgrund des späten 2:3-Treffers in der Nachspielzeit des Halbfinalrückspiels gegen Tottenham Hotspur verpasst hatte (das Hinspiel hatte Ajax noch mit 1:0 gewonnen). Er kam dabei lediglich beim 1:1-Unentschieden in der Gruppenphase in der Allianz-Arena in München gegen die Bayern und beim 4:1-Auswärtssieg im Estadio Santiago Bernabeu gegen Real Madrid im Achtelfinalrückspiel zum Einsatz. National pendelte de Wit zwischen der ersten sowie der zweiten Mannschaft. Er blieb in der neuen Saison zunächst bei Ajax, beendete aber kurz vor Ende des Sommertransferfensters der Saison 2019/20 seine 13-jährige Zeit im Verein und suchte das Weite.

#### Durchbruch in Alkmaar
Er wechselte schließlich zu AZ Alkmaar. Dani de Wit erkämpfte sich – von Trainer Arne Slot oftmals als offensiver Mittelfeldspieler eingesetzt – einen Stammplatz beim Verein aus dem Zaanstreek und erreichte mit seinem neuen Verein in der Europa League die Zwischenrunde, in der sie gegen den oberösterreichischen LASK ausschieden. Aufgrund der damaligen COVID-19-Pandemie wurde die Saison abgebrochen, einen Meister gab es nicht. In seinem zweiten Jahr in Alkmaar war de Wit weiterhin Stammspieler, doch in der Folgezeit fiel er wegen einer Knöchelverletzung aus. Im Februar 2021 kehrte er – nachdem er sich auskuriert hatte – wieder auf den Platz zurück, doch hierbei war er nicht selten Einwechselspieler. In der Zwischenzeit hatte Dani de Wit mit AZ an der Qualifikation zur Champions League teilgenommen und setzte sich dort gegen Viktoria Pilsen durch, schied allerdings in den Play-offs gegen Dynamo Kiew aus. In der Europa-League-Gruppenphase schieden die Niederländer als Dritter aus. Eine Saison später nahm de Wit mit AZ Alkmaar an der neugegründeten UEFA Conference League teil, nachdem sie zuvor in den Play-offs zur Europa League gegen die Schotten von Celtic die Segel streichen mussten. In den Gruppenspielen in der Conference League wurden sie Erster, schieden dann allerdings im Achtelfinale gegen den norwegischen Außenseiter FK Bodø/Glimt aus. Dani de Wit hatte sich inzwischen wieder zum unumstrittenen Stammspieler gemausert – weiterhin wurde er in aller Regel als Spielmacher eingesetzt – und erreichte mit seinem Verein die ligainternen Play-offs um die Teilnahme am europäischen Wettbewerb. AZ Alkmaar hatte diese Hürde gemeistert und nahm daraufhin an der Qualifikation für die Conference League (übersetzt „Konferenzliga“) teil, in der der bosnische Klub FK Tuzla City, der schottische Vertreter Dundee United sowie die Portugiesen von Gil Vicente ausgeschaltet werden konnten. In der Folge erreichte der Verein das Halbfinale und schied dort gegen den späteren Titelträger West Ham United aus. De Wit verpasste große Teile der Rückrunde hierbei wegen einer Fußverletzung. Er konnte in seinem fünften Jahr aber sich wieder in die Stammelf zurückkämpfen und spielte mit seinem Verein erneut in der „Europa Conference League“, in der man nach überstandener Qualifikation in der Gruppenphase als Dritter ausschied. Dani de Wit wurde mit seinem Verein Vierter und brach in der Folge seine Zelte in Alkmaar ab.

#### Wechsel in die deutsche Bundesliga
Im Juli 2024 schloss er sich in der deutschen Bundesliga dem VfL Bochum an und unterschrieb einen Vertrag bis zum 30. Juni 2028.

#### Rückkehr in die Niederlande
Nach dem Abstieg mit dem VfL Bochum wechselte er zurück in die Eredivisie zum FC Utrecht und unterschrieb dort einen Vertrag bis 2028.

### Nationalmannschaft
Dani de Wit war Nachwuchsnationalspieler der Niederlande und vertrat sein Herkunftsland in den Altersklassen U17, U18, U19, U20 und U21. Mit der U17-Auswahl nahm er an der Europameisterschaft 2015 in Bulgarien teil und schied dort mit seiner Mannschaft als Gruppendritter aus. Dabei kam de Wit in allen drei Partien zum Einsatz. Zwei Jahre später trat er mit der U19-Mannschaft bei der EM-Endrunde 2017 in Georgien an und schied mit seinem Team dort erst im Halbfinale gegen Portugal aus. Bis zum Ausscheiden kam Dani de Wit in jeder Partie zum Einsatz. Mit der U21-Nationalmannschaft nahm er im Jahr 2021 an der Europameisterschaft in Ungarn und Slowenien teil, wobei diese Endrunde aufgrund der damaligen COVID-19-Pandemie geteilt ausgetragen wurde. So fand die Gruppenphase im März 2021 teil und die Finalrunde vom 31. Mai 2021 bis zum 6. Juni 2021. De Wit erreichte mit seiner Mannschaft das Halbfinale, wo man mit 1:2 gegen Deutschland verlor, und kam in jeder Partie zum Einsatz.

## Erfolge
Ajax Amsterdam
- Niederländischer Meister: 2019
- Niederländischer Pokalsieger: 2019